# تندرلو
تندرلو هي قرية في مقاطعة ميانة، إيران. عدد سكان هذه القرية هو 138 في سنة 2006.